# Anginda peak
L'Anginda peak (അങ്ങിണ്ട മുടി) és una muntanya de les muntanyes Nilgiri, als Ghats Occidentals. Es troba al districte de Nilgiris de l'estat de Tamil Nadu, al sud de l'Índia. S'alça fins als 2.383 msnm i és el cim més elevat del Parc nacional de Silent Valley. Es troba als sud del coll de Sispara i forma la frontera meridional del Parc nacional Mukurthi, a Tamil Nadu.

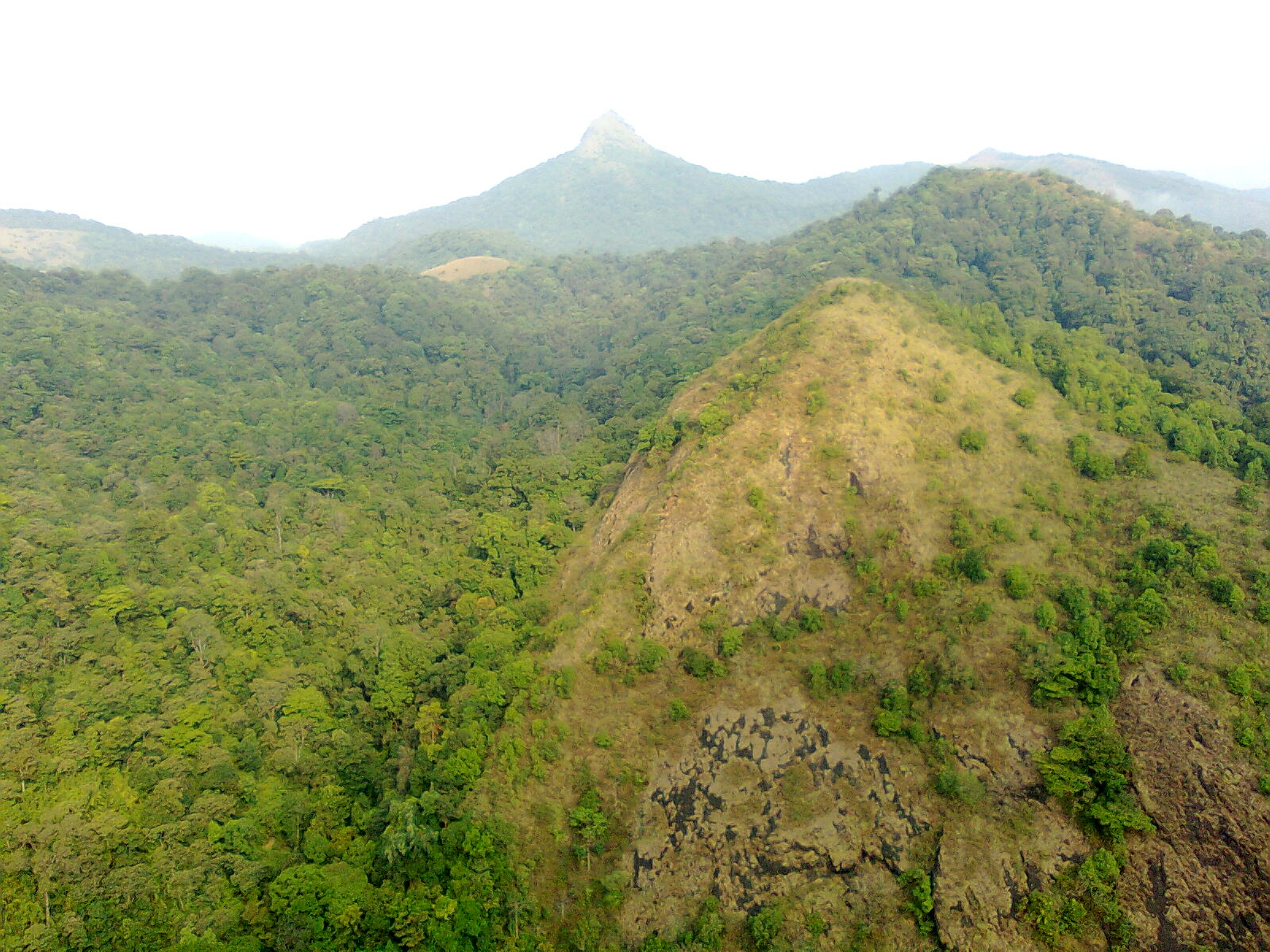
Anginda peak